# James McLaren
James "Jim" Gerard McLaren (Stirling, 28 de juny) és un jugador de rugbi (tant de rugbi a 15 com de rugbi a 13) escocès. McLaren va jugar al Wakefield Trinity Wildcats, a més de representar Escòcia tant a la selecció de rugbi a 15 com a la de rugbi a 13.
Jim Mclaren va debutar amb la selecció escocesa de rugbi a 13 el 9 de juliol de 1997, en una derrota dels escocesos contra França, a Glasgow, per 20 a 22. Posteriorment, el 1999, debutaria amb la selecció de rugbi a 15, en un partit contra Argentina. En total va disputar 30 partits entre 1999 i 2003, essent les seves darrers aparicions en el transcurs de la Copa del Món de 2003.
McLaren va ser educat a Bathurst, a Nova Gal·les del Sud (Austràlia), concretament al St Stanislaus College.